# Liste der Biografien/Mo
Liste der Biografien |
Portal Biografien |
Personensuche
# |
A |
B |
C |
D |
E |
F |
G |
H |
I |
J |
K |
L |
M |
N |
O |
P |
Q |
R |
S |
T |
U |
V |
W |
X |
Y |
Z |
?
 
Ma |
Mb |
Mc |
Md |
Me |
Mf |
Mg |
Mh |
Mi |
Mj |
Mk |
Ml |
Mm |
Mn |
Mo |
Mp |
Mq |
Mr |
Ms |
Mt |
Mu |
Mv |
Mw |
Mx |
My |
Mz
 
Moa |
Mob |
Moc |
Mod |
Moe |
Mof |
Mog |
Moh |
Moi |
Moj |
Mok |
Mol |
Mom |
Mon |
Moo |
Mop |
Moq |
Mor |
Mos |
Mot |
Mou |
Mov |
Mow |
Mox |
Moy |
Moz
Die Liste der Biografien führt alle Personen auf, die in der deutschsprachigen Wikipedia einen Artikel haben. Dieses ist eine Teilliste mit 19 Einträgen von Personen, deren Namen mit den Buchstaben „Mo“ beginnt.

## Mo
- Mo (* 1959), österreichischer Sänger, Komponist, Musical-Darsteller, Musikproduzent und Autor
- MØ (* 1988), dänische Singer-Songwriterin
- Mo, Billy (1923–2004), deutscher Jazz-Trompeter und Schlagersänger
- Mo, Chenyue (* 1974), chinesische Fußballspielerin
- Mo, Claudia (* 1957), honkongische Journalistin und Politikerin
- Mo, Il-hwan (* 1999), südkoreanischer Sprinter
- Mo, Ji-soo (* 1969), südkoreanischer Shorttracker
- Mo, Jiadie (* 2000), chinesische Hürdenläuferin
- Mo’, Keb’ (* 1951), US-amerikanischer Blues-Sänger, Gitarrist und Songschreiber
- Mo, Pokey, US-amerikanischer Schlagzeuger
- Mo, Tae-bum (* 1989), südkoreanischer Eisschnellläufer
- Mo, Timothy (* 1950), chinesisch-britischer Schriftsteller
- Mo, Yan (* 1955), chinesischer Schriftsteller
- Mo, Yecong (* 2000), chinesischer Tennisspieler
- Mo, Yingfeng (1938–1989), chinesischer Schriftsteller
- Mo, Youxue (* 1996), chinesischer Sprinter
- Mo-Ajok, Xavi (* 2002), niederländischer Sprinter
- Mo-Berge, Katharina (* 1944), norwegische Skilangläuferin und Orientierungsläuferin

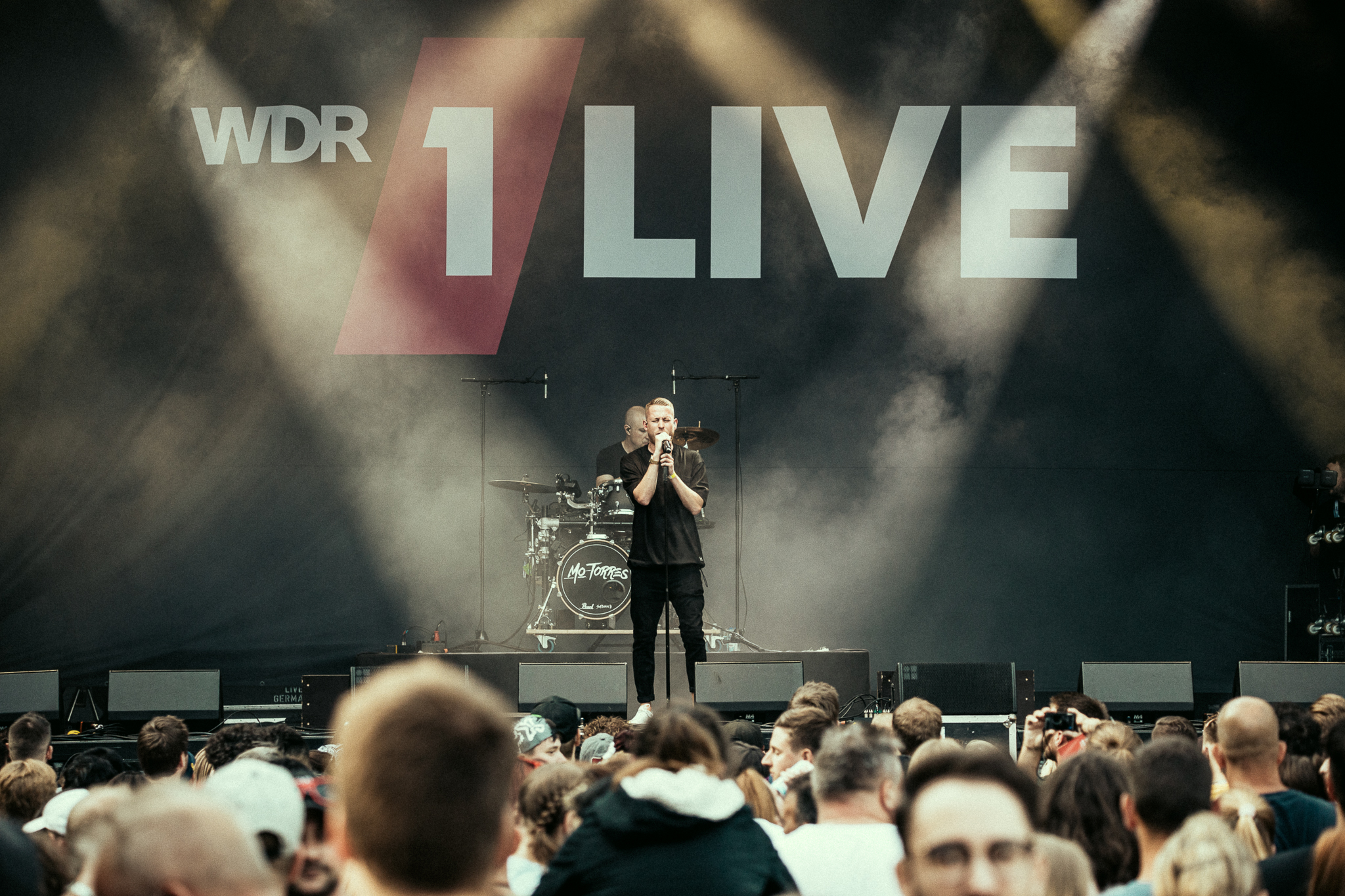
Mo-Torres (* 1989)

- Mo-Torres (* 1989), deutscher RapperMo-Torres (* 1989)